# 2019-es U19-es labdarúgó-Európa-bajnokság
A 2019-es U19-es labdarúgó-Európa-bajnokságot Örményországban rendezték július 14. és 27. között, nyolc csapat részvételével. A címvédő Portugália volt. A tornán a 2000. január 1-je után született játékosok vehettek részt. A torna győztese Spanyolország lett miután 2–0-ra legyőzte a címvédő Portugáliát a döntőben.

## Résztvevők
| Nemzet        | Részvételi jog      | Korábbi részvételek száma (2002 óta) | Legutóbbi részvétel | Legjobb helyezés                                  |
| ------------- | ------------------- | ------------------------------------ | ------------------- | ------------------------------------------------- |
| Örményország  | Rendező             | 2                                    | 2005                | Csoportkör: 2005                                  |
| Írország      | 1. csoport, győztes | 3                                    | 2011                | Elődöntő: 2002, 2011                              |
| Csehország    | 2. csoport, győztes | 7                                    | 2017                | Döntős: 2011                                      |
| Norvégia      | 3. csoport, győztes | 5                                    | 2018                | Csoportkör: 2002, 2003, 2005, 2018                |
| Spanyolország | 4. csoport, győztes | 12                                   | 2015                | Győztes: 2002, 2004, 2006, 2007, 2011, 2012, 2015 |
| Franciaország | 5. csoport, győztes | 11                                   | 2018                | Győztes: 2005, 2010, 2016                         |
| Portugália    | 6. csoport, győztes | 11                                   | 2018                | Győztes: 2018                                     |
| Olaszország   | 7. csoport, győztes | 7                                    | 2018                | Győztes: 2003                                     |

## Helyszínek
Az Európa-bajnokság mérkőzéseinek 1 város 3 stadionja adott otthont.
| Jereván                                                              | Jereván         | Jereván          |
| -------------------------------------------------------------------- | --------------- | ---------------- |
| Hrazdan Stadion Köztársasági Stadion                                 | Bananc Stadion  | Akadémia Stadion |
| Férőhely: 14,403                                                     | Férőhely: 4,860 | Férőhely: 1,428  |
|                                                                      |                 |                  |
| Hrazdan Stadion Köztársasági Stadion Bananc Stadion Akadémia Stadion |                 |                  |

## Csoportkör
A sorrend meghatározása
Az Európa-bajnokság csoportjaiban ha két vagy több csapat a csoportmérkőzések után azonos pontszámmal állt, a következő pontok alapján kellett megállapítani a sorrendet:
1. több szerzett pont az összes mérkőzésen (egy győzelem 3 pont, egy döntetlen 1 pont, egy vereség 0 pont)
2. jobb gólkülönbség az összes mérkőzésen
3. több lőtt gól az összes mérkőzésen
4. több szerzett pont az azonosan álló csapatok között lejátszott mérkőzéseken
5. jobb gólkülönbség az azonosan álló csapatok között lejátszott mérkőzéseken
6. több lőtt gól az azonosan álló csapatok között lejátszott mérkőzéseken
7. fair play pontszám (-1 pont egy sárga lapért, -3 pont két sárga lapot követő piros lapért, -4 pont egy azonnali piros lapért, -5 pont egy sárga lap és egy azonnali piros lapért)
8. sorsolás

Az időpontok helyi idő szerint (UTC+4) értendők.

### A csoport
| Hely. | Csapat           | M | Gy | D | V | G+ | G– | Gk  | P | Továbbjutás              |
| ----- | ---------------- | - | -- | - | - | -- | -- | --- | - | ------------------------ |
| 1.    | Portugália       | 3 | 2  | 1 | 0 | 8  | 1  | +7  | 7 | Egyenes kieséses szakasz |
| 2.    | Spanyolország    | 3 | 2  | 1 | 0 | 7  | 3  | +4  | 7 | Egyenes kieséses szakasz |
| 3.    | Olaszország      | 3 | 1  | 0 | 2 | 5  | 5  | 0   | 3 |                          |
| 4.    | Örményország (H) | 3 | 0  | 0 | 3 | 1  | 12 | −11 | 0 |                          |

| 2019. július 14. 18:45 |

| Örményország    | 1–4               | Spanyolország                                      |
| --------------- | ----------------- | -------------------------------------------------- |
| Jegiazarjan 51' | (0–1) Jegyzőkönyv | Orellana 33' Miranda 58' Marqués 64' Mollejo 90+7' |

| Hrazdan Stadion Köztársasági Stadion, Jereván Játékvezető: Kristo Tohver (észt) |

| 2019. július 14. 21:00 |

| Olaszország | 0–3               | Portugália                        |
| ----------- | ----------------- | --------------------------------- |
|             | (0–1) Jegyzőkönyv | Cardoso 28' Ramos 46' Correia 51' |

| Bananc Stadion, Jereván Játékvezető: Szergej Ivanov (orosz) |

| 2019. július 17. 18:45 |

| Portugália | 1–1               | Spanyolország |
| ---------- | ----------------- | ------------- |
| Vieira 49' | (0–1) Jegyzőkönyv | Miranda 41'   |

| Bananc Stadion, Jereván Játékvezető: Anasztásziosz Papapétru (görög) |

| 2019. július 17. 21:00 |

| Örményország | 0–4               | Olaszország                                |
| ------------ | ----------------- | ------------------------------------------ |
|              | (0–2) Jegyzőkönyv | Portanova 29' 56' Merola 32' Raspadori 69' |

| Hrazdan Stadion Köztársasági Stadion, Jereván Játékvezető: Filip Glova (szlovák) |

| 2019. július 20. 21:00 |

| Portugália                                             | 4–0               | Örményország |
| ------------------------------------------------------ | ----------------- | ------------ |
| Ferreira 34' (11-esből) João Mário 50' Gouveia 67' 88' | (1–0) Jegyzőkönyv |              |

| Hrazdan Stadion Köztársasági Stadion, Jereván Játékvezető: Nikola Dabanović (montenegrói) |

| 2019. július 20. 21:00 |

| Spanyolország                   | 2–1               | Olaszország |
| ------------------------------- | ----------------- | ----------- |
| Gavioli 61' Ruiz 68' (11-esből) | (0–1) Jegyzőkönyv | Merola 36'  |

| Akadémia Stadion, Jereván Játékvezető: Irfan Peljto (bosnyák) |

### B csoport
| Hely. | Csapat        | M | Gy | D | V | G+ | G– | Gk | P | Továbbjutás              |
| ----- | ------------- | - | -- | - | - | -- | -- | -- | - | ------------------------ |
| 1.    | Franciaország | 3 | 3  | 0 | 0 | 5  | 0  | +5 | 9 | Egyenes kieséses szakasz |
| 2.    | Írország      | 3 | 1  | 1 | 1 | 3  | 3  | 0  | 4 | Egyenes kieséses szakasz |
| 3.    | Norvégia      | 3 | 0  | 2 | 1 | 1  | 2  | −1 | 2 |                          |
| 4.    | Csehország    | 3 | 0  | 1 | 2 | 1  | 5  | −4 | 1 |                          |

| 2019. július 15. 18:45 |

| Norvégia   | 1–1               | Írország  |
| ---------- | ----------------- | --------- |
| Botheim 8' | (1–0) Jegyzőkönyv | Hodge 81' |

| Akadémia Stadion, Jereván Játékvezető: Nikola Dabanović (montenegrói) |

| 2019. július 15. 21:00 |

| Csehország | 0–3               | Franciaország                                |
| ---------- | ----------------- | -------------------------------------------- |
|            | (0–1) Jegyzőkönyv | Flips 41' (11-esből) Heidenreich 48' Abi 52' |

| Hrazdan Stadion Köztársasági Stadion, Jereván Játékvezető: Irfan Peljto (bosnyák) |

| 2019. július 18. 18:45 |

| Csehország | 0–0               | Norvégia |
| ---------- | ----------------- | -------- |
|            | (0–0) Jegyzőkönyv |          |

| Akadémia Stadion, Jereván Játékvezető: Szergej Ivanov (orosz) |

| 2019. július 18. 21:00 |

| Írország | 0–1               | Franciaország |
| -------- | ----------------- | ------------- |
|          | (0–0) Jegyzőkönyv | Isidor 83'    |

| Bananc Stadion, Jereván Játékvezető: Kristo Tohver (észt) |

| 2019. július 21. 21:00 |

| Írország               | 2–1               | Csehország |
| ---------------------- | ----------------- | ---------- |
| Afolabi 35' Coffey 81' | (1–0) Jegyzőkönyv | Kusej 79'  |

| Akadémia Stadion, Jereván Játékvezető: Anasztásziosz Papapétru (görög) |

| 2019. július 21. 21:00 |

| Franciaország | 1–0               | Norvégia |
| ------------- | ----------------- | -------- |
| Ngoumou 62'   | (0–0) Jegyzőkönyv |          |

| Bananc Stadion, Jereván Játékvezető: Filip Glova (szlovák) |

## Egyenes kieséses szakasz
|  |            |               |               |               |   |            |            |       |
|  | Elődöntők  | Elődöntők     | Elődöntők     |               |   | Döntő      | Döntő      | Döntő |
|  | Elődöntők  | Elődöntők     | Elődöntők     |               |   | Döntő      | Döntő      | Döntő |
|  | július 24. |               |               |               |   |            |            |       |
|  |            |               |               |               |   |            |            |       |
|  | A1         | Portugália    | 4             |               |   |            |            |       |
|  | A1         | Portugália    | 4             | július 27.    |   |            |            |       |
|  | B2         | Írország      | 0             |               |   |            |            |       |
|  | B2         | Írország      | 0             |               |   | Portugália | Portugália | 0     |
|  | július 24. |               |               |               |   | Portugália | Portugália | 0     |
|  |            |               | Spanyolország | Spanyolország | 2 |            |            |       |
|  | B1         | Franciaország | Spanyolország | Spanyolország | 2 | 0 (3)      |            |       |
|  | B1         | Franciaország |               |               |   |            |            |       |
|  | A2         | Spanyolország | 0 (4)         |               |   |            |            |       |
|  | A2         | Spanyolország | 0 (4)         |               |   |            |            |       |
|  |            |               |               |               |   |            |            |       |

### Elődöntők
| 2019. július 24. 18:00 |

| Portugália                                    | 4–0               | Írország |
| --------------------------------------------- | ----------------- | -------- |
| Ferreira 31' (11-esből) Ramos 45+2' 59' 90+6' | (2–0) Jegyzőkönyv |          |

| Bananc Stadion, Jereván Játékvezető: Kristo Tohver (észt) |

| 2019. július 24. 21:00 |

| Franciaország                                  | 0–0               | Spanyolország                             |
| ---------------------------------------------- | ----------------- | ----------------------------------------- |
|                                                | (0–0) Jegyzőkönyv |                                           |
| Büntetőpárbaj                                  |                   |                                           |
| Begraoui Isidor Caqueret Ndicka Matam Marcelin | 3–4               | Mollejo Marqués Guillamón Orellana Torres |

| Hrazdan Stadion Köztársasági Stadion, Jereván Játékvezető: Szergej Ivanov (orosz) |

### Döntő
| 2019. július 27. 20:30 |

| Portugália | 0–2               | Spanyolország  |
| ---------- | ----------------- | -------------- |
|            | (0–1) Jegyzőkönyv | Torres 34' 51' |

| Hrazdan Stadion Köztársasági Stadion, Jereván Játékvezető: Irfan Peljto (bosnyák) |

| 2019-es U19-es labdarúgó-Európa-bajnokság bajnoka: |
| -------------------------------------------------- |
| Spanyolország 8. cím                               |

## Gólszerzők
4 gólos
- Gonçalo Ramos

2 gólos
- Davide Merola
- Manolo Portanova
- Tiago Gouveia
- Ferrán Torres
- Juan Miranda
- Vitor Ferreira

1 gólos
- Arjen Jegiazarjan
- Vasil Kusej
- Alexis Flips
- Charles Abi
- Nathan Ngoumou
- Wilson Isidor
- Giacomo Raspadori
- Erik Botheim
- Fábio Vieira
- Félix Correia
- Gonçalo Cardoso
- João Mário
- Barry Coffey
- Joe Hodge
- Jonathan Afolabi
- Abel Ruiz
- Alejandro Marqués
- Jandro Orellana
- Víctor Mollejo

öngólosok
- David Heidenreich (Franciaország ellen)
- Lorenzo Gavioli (Spanyolország ellen)